# Vjekoslav Knežević
Vjekoslav Knežević (Rijeka 1915. – Rijeka, 1976.) bio je hrvatski pjesnik i skladatelj.

## Životopis
Rođen je u Rijeci, ali je djetinjstvo i mladost proveo na Sušaku.
Jednom prilikom, kao mlad dječak nespretnim skokom u more teško je ozlijedio oko. Nakon tog događaja preselio se u Zemun. Daleko od svojeg doma skladao je pjesme posvećene svojem gradu – između ostaloga autor je pjesama poput: Mom zavičaju, Od Sušaka pa do lipe Boke, Piši mi mati, Na molo longu,
Svi gremo u Opatiju, Kostreno, Kostreno, Lipi moj Jadrane plavi i drugih.
Najviše je surađivao s Vice Vukovim, kao i s pjevačima (duet) Dušanom Đorđevićem i Miloradom Vasiljevićem. Za njih je skladao i pisao pjesme koje odišu autentičnosti dalmatinskoga podneblja.
Umro je u Rijeci 1976.godine.

## Zanimljivost
Zbog doprinosa afirmaciji kulture Sušaka i Rijeke, Gradsko vijeće grada Rijeke i Odjel Gradske uprave za urbanizam donio je odluku nazvati ulicu na Šušaku po autoru Vjekoslavu Kneževiću.

## Vanjske poveznice
http://www.novilist.hr/index.php/layout/set/print/Vijesti/Rijeka/Rijeka-dobila-dvije-nove-ulice-Hinka-Bacica-i-Vjekoslava-Knezevica-nalaze-se-na-susackoj-zili-kucavici  Arhivirana inačica izvorne stranice od 10. ožujka 2021. (Wayback Machine)
https://www.rijekadanas.com/prijedlog-liste-za-rijeku-susak-dobiva-ulice-u-cast-hinku-bacicu-i-vjekoslavu-knezevicu/